# Narcissus nevadensis
Narcissus nevadensis är en amaryllisväxtart som beskrevs av Herbert William Pugsley. Narcissus nevadensis ingår i släktet narcisser, och familjen amaryllisväxter. IUCN kategoriserar arten globalt som starkt hotad. Inga underarter finns listade i Catalogue of Life.